# Paolo Giordano

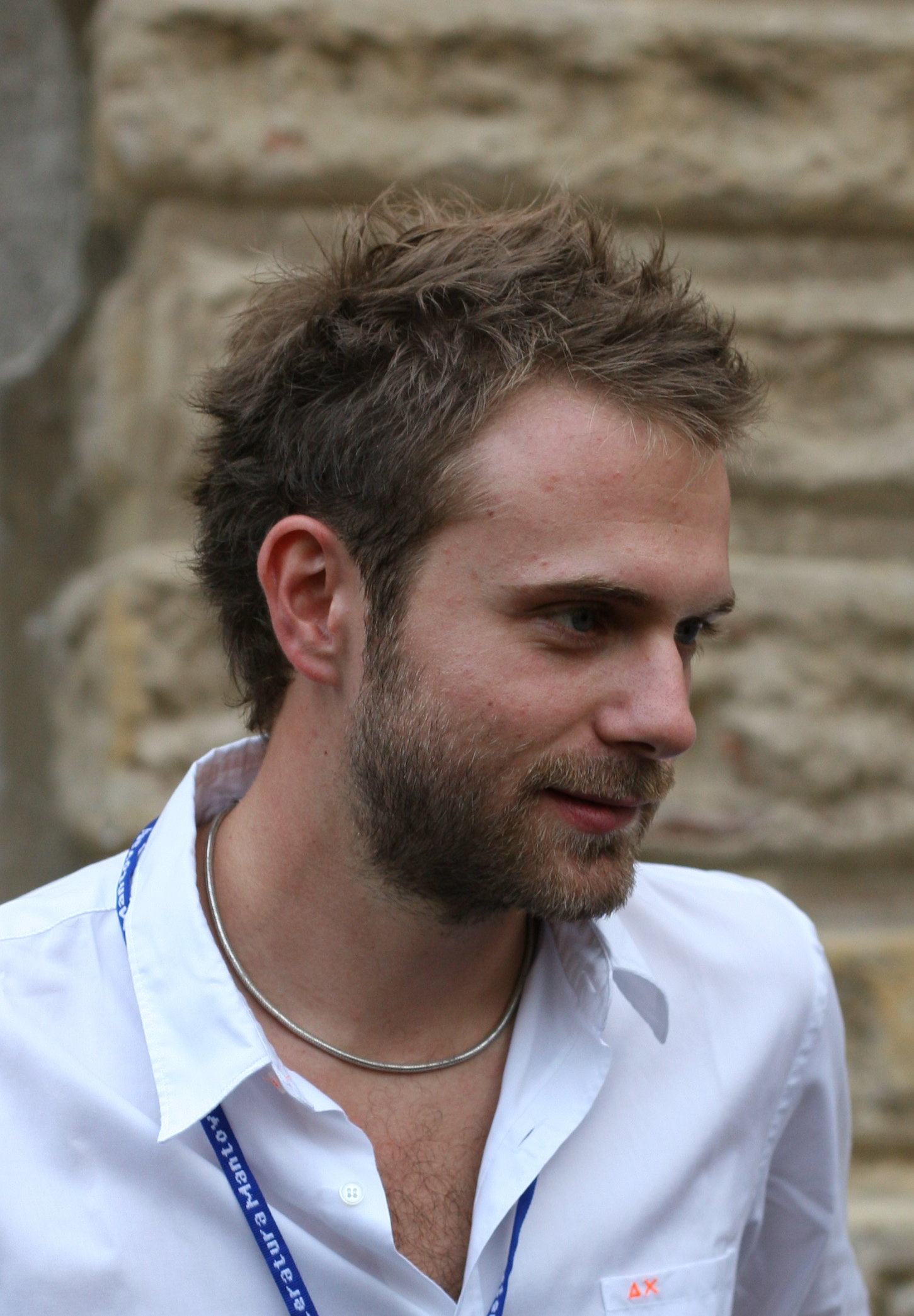
Paolo Giordano

Paolo Giordano là nhà vật lý, nhà văn trẻ người Ý, sinh tại Torino năm 1982. Anh tốt nghiệp chuyên ngành vật lý lý thuyết. Với tiểu thuyết đầu tay Nỗi cô đơn của các số nguyên tố, Paolo Giordano đã giành giải thưởng Strega dành cho tác phẩm văn học Ý xuất sắc nhất năm 2008.